# Benjeshäck

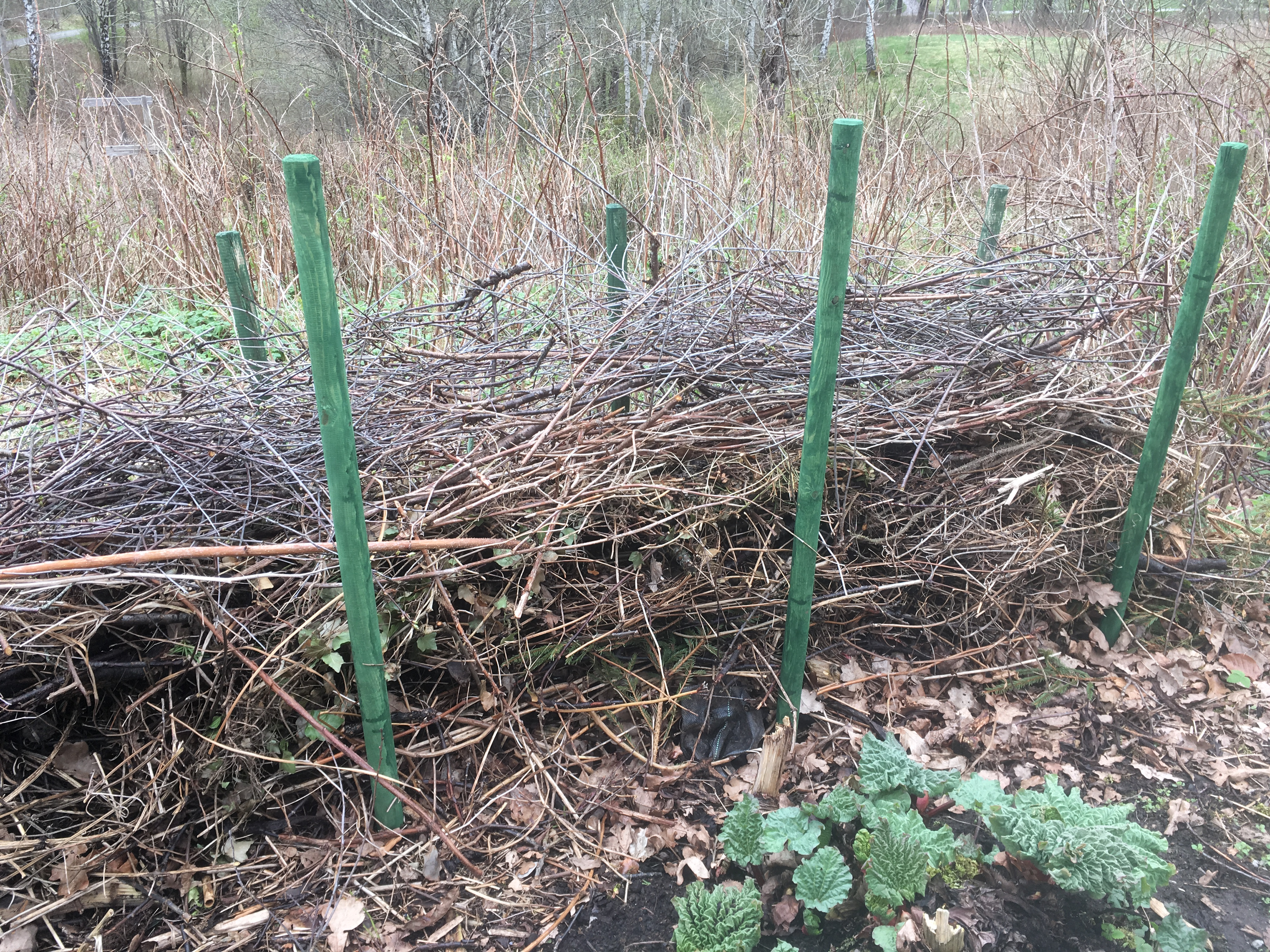
Benjeshäck, byggnadsprincip

Benjeshäck är en typ av häck där döda grenar används som byggmaterial. Begreppet introducerades i slutet av 1980-talet av Herman Benjes, en tysk landskapsarkitekt och naturfotograf. En alternativ svensk benämning är rishäck. I det gamla tyska jordbrukslandskapet användes häckarna för att avgränsa åkermark från betesmark. Herman Benjes och hans bror Heinrich såg anläggning av sådana häckar som en miljöåtgärd och propagerade engagerat för användning av metoden.
Benjeshäcken byggs upp av parvisa slanor med cirka ½ meters mellanrum som placeras på ett avstånd av 1-2 meter. Mellan slanorna lägger man ris och kvistar på ett sådant sätt att de automatiskt flätas in i varandra. Man kan också fylla med löv och mindre grenar. På så sätt bildas en häck som utgör avskärmning och vindskydd. Ris och grenar från gallring och röjning tas till vara som byggmaterial. Allteftersom häcken sjunker ihop kan nytt material fyllas på. Häcken fungerar också som ett naturligt skydd för fåglar och smådjur.